# Jardín Botánico Conmemorativo Sun Yat-Sen de Nankín
El Jardín Botánico Conmemorativo Sun Yat-Sen de Nankín, en chino: 南京中山植物园, en pinyin : Nánjīng Zhōngshān Zhíwùyúan, es el primer jardín botánico que se fundó en China, hecho ocurrido en el año 1929. 
El nombre original era el de Jardín Botánico Conmemorativo Sun Yat-Sen, y estaba dedicado en honor de Sun Yat-sen, pionero del nacionalismo chino. 
En 1954, fue reacondicionado y renombrado como Jardín Botánico Conmemorativo Sun Yat-Sen de Nankín, Academia China de las Ciencias.
El código de identificación internacional del Jardín Botánico Conmemorativo Sun Yat-Sen de Nankín como miembro del "Botanic Gardens Conservation Internacional" (BGCI), así como las siglas de su herbario es NAS.

## Localización

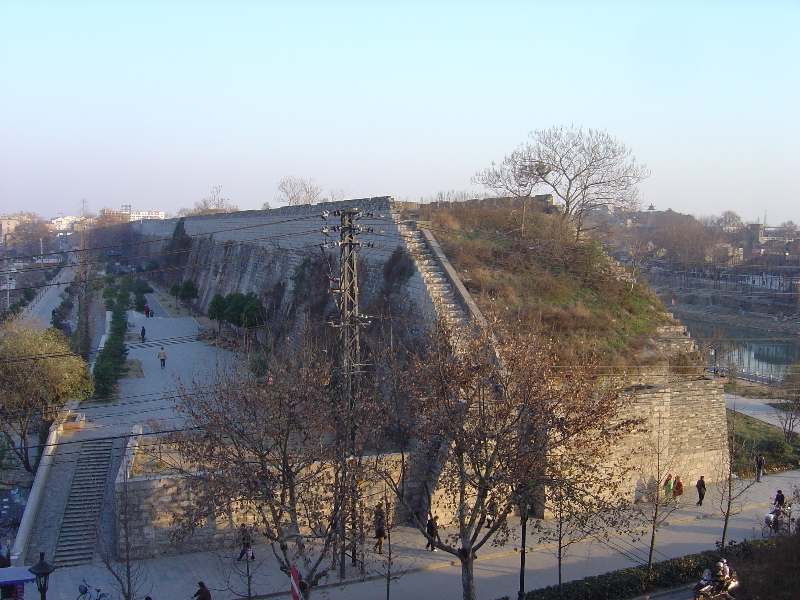
La antigua muralla de la ciudad durante la Dinastía Ming, próxima al Jardín Botánico.

El jardín se encuentra en el suburbio este de Nankín, una Zona de Paisaje Patrimonio Nacional. Con las Montañas Púrpuras detrás y el Lago Qian de frente, el jardín se encuentra también junto a la antigua muralla de la ciudad de la Dinastía Ming próximo a la famosa Tumba Zhongshan. La extensión total del jardín es de 1,86 kilómetros cuadrados. 
Con vegetación lujuriante, prados, colinas y lagos, aúna en un solo lugar tanto un bello paraje como una rica reserva vegetal.
南京中山植物园 中国江苏省南京市中山门外前湖后村1号，邮编 210014, 南京. 江苏.
Nanjing Botanical Garden Mem. Sun Yat-sen P.O. Box 1435, No.1 Qianhu Houcun,Zhongshanmen Wai,
Nanjing, 210014, Jiangsu Province, China.
- Promedio anual de lluvias: 1010 mm.
- Altitud: 80.00 m s. n. m.

Tiene como jardín botánico satelital al Jardín botánico de Xishan

## Colecciones
Como uno de los cuatro mayores de China, el Jardín Botánico de Nankín se ha convertido en una institución conocida a nivel mundial, por sus bellas instalaciones y sus funciones educativas que incluyen exhibiciones, aularios para estudiantes e investigaciones científicas. 
Es un centro investigador de primer orden enfocado en la flora de la China central y de la zona subtropical más norteña del país.
El jardín alberga una colección de plantas vivas de unos 4500 taxones y unas 8000 accesiones, pertenecientes a 913 géneros de 188 familias. Se han construido diez secciones con plantas agrupadas y clasificadas que el público en general puede visitar. 
El herbario contiene un total de 700,000 pliegos de especímenes. 
Hay cinco departamentos de investigación: 
- Centro de Investigación de Plantas Ornamentales.
- Centro de Investigación de Plantas Medicinales.
- Centro de Información sobre Plantas.
- Laboratorio Central de Conservación de Plantas Ex Situ de la Provincia de Jiangsu.
- Herbarium.

## Actividades
Además, el jardín botánico ha puesto a punto un programa de intercambio de semillas, plantas, especímenes y publicaciones con seiscientas organizaciones de más de sesenta países del mundo. 
Se ha establecido una relación de hermanamiento con el Jardín Botánico de Misuri, EE. UU., que es la primera de su especie en China. Y se están iniciando asimismo ambiciosos planes de intercambio con el Jardín Botánico UBC de Canadá y con el Jardín Botánico de la Universidad de Tokio, Japón. 
El jardín es actualmente miembro del IUCN Comité para las Plantas Amenazadas, Salvaguarda Internacional en Jardines Botánicos (Threatened Plant Committee, Botanical Garden Conservation International).